# HTC Desire Z
HTC Desire Z是台灣宏達電公司所推出的Google Android智能手機。型號為HTC A7272，其特色在於配有硬體 Qwerty鍵盤、五百萬像素相機、720p錄影功能、3.5mm耳機接頭、多點觸控技術、光學觸控板及更進步的HTC Sense™ 介面。

## 技術規格
此規格部分參照HTC官方網站，實際規格可能與正式上市時有所差異。

- 作業系統：Google Android 2.3 (Ginger Bread) with HTC Sense™
- 外觀
  - 尺寸：119mm(4.69") x 60.4mm(2.38") x 14.16mm(0.56")
  - 重量：180克 (6.35 盎司) (含電池)
  - 螢幕：S-LCD電容式觸控螢幕(支援雙指縮放)、3.7吋 (94mm)、解析度480 x 800 pix
  - 硬體按鍵：四排Qwerty鍵盤、光學觸控板、音量鍵、電源鍵、相機鍵
- CPU：使用 高通Qualcomm Snapdragon 7230 800MHz 處理器[2]
- 儲存空間( ROM)： 1.5GB
- 儲存空間(microSD)：最高支援至32GB SDHC (相容SD 2.0)
- 記憶體(RAM)：512MB
- 電池：1300mAh 可充電鋰離子電池，型號HTC BA S450
  - 通話時間：最高 400 分鐘(WCDMA)、最高 590 分鐘(GSM)
  - 待機時間：最高 430 小時(WCDMA)、最高 430 小時(GSM)
- 網路頻率
  - 歐洲：HSPA/WCDMA：900/2100 MHz、GSM：850/900/1800/1900 MHz
  - 亞太地區：HSPA/WCDMA：900/2100 MHz、GSM：850/900/1800/1900 MHz
- 聲音
  - 輸出：通話用喇叭、擴音喇叭、3.5 mm 立體聲耳機插孔
  - 輸入：底部麥克風
- 資料輸出：標準  micro-USB (5-pin micro-USB 2.0) (含充電功能)
- 影像輸出： DLNA協定
- 物理感應器：重力感應器 (G-Sensor)、數位羅盤、趨近感應器及環境光線感應器
- 定位裝置：內建GPS晶片、亦有AGPS功能
- 多媒體
  - FM收音機(需連接耳機)、相片瀏覽、音樂與影片播放及Youtube影片播放 (最高可支援播放HQ影片)
  - 5百萬畫素照相、720p影片錄影及錄音

## 外部連結
- HTC Desire Z Product Page (WorldWide)
- HTC Desire Z 產品頁面(台灣)[永久]
- HTC Desire Z 官方介紹影片（页面存档备份，存于）